# Кульков Микола Григорович
Микола Григорович Кульков (нар. 4 квітня 1943, Митищі, Московська область, СРСР) — радянський хокеїст, воротар.
Розпочинав виступи на хокейних майданчиках у складі команди «Труд» з Калінінграда Московської області. У сезоні 1962/63 виступав за команду елітного дивізіону — воскресенський «Хімік», але після його завершення отримав тяжку травму.
У січні наступного року переїхав до Києва і протягом 12 років захищав кольори українських клубів «Динамо» і «Сокіл». Всього у вищій лізі провів шість сезонів. Переможець західної зони другого дивізіону в сезоні 1964/65.
З 1979 по 1984 рік працював на українському телебаченні, вів репортажі за участю київського «Сокола». Був адміністратором другої команди московського «Спартака» у 2002—2004 роках.